# جيف هانسون
جيف هانسون (بالإنجليزية: Jeff Hanson)‏ هو مغن مؤلف وعازف قيثارة أمريكي، ولد في 3 مارس 1978 في ميلواكي في الولايات المتحدة، وتوفي في 5 يونيو 2009 في سانت بول في الولايات المتحدة.

## وصلات خارجية
- الموقع الرسمي
- جيف هانسون على موقع ميوزك برينز (الإنجليزية)
- جيف هانسون على موقع أول ميوزيك (الإنجليزية)
- جيف هانسون على موقع ديسكوغز (الإنجليزية)